# Maladera chinensis
Maladera chinensis är en skalbaggsart som beskrevs av Gilbert John Arrow 1946. Maladera chinensis ingår i släktet Maladera och familjen Melolonthidae. Inga underarter finns listade i Catalogue of Life.